# Crissey, Saône-et-Loire
Crissey är en kommun i departementet Saône-et-Loire i regionen Bourgogne-Franche-Comté i östra Frankrike. Kommunen ligger i kantonen Chalon-sur-Saône-Nord som tillhör arrondissementet Chalon-sur-Saône. År 2022 hade Crissey 2 473 invånare.

## Befolkningsutveckling
Antalet invånare i kommunen Crissey
| Referens: INSEE |